# Antananarivo-Renivohitra
Antananarivo-Renivohitra  är ett distrikt i Madagaskar.   Det ligger i regionen Analamanga, i den centrala delen av landet. Huvudstaden Antananarivo ligger i Antananarivo-Renivohitra District. Antalet invånare är 903 450.